# Tenchu: Fatal Shadows
A Tenchu: Fatal Shadows (天誅紅; Hepburn: Techu: Kurenai) akció-kaland lopakodós videójáték, melyet a K2 LLC fejlesztett és a FromSoftware (Japánban) és a Sega (világszerte) jelentett meg 2004-ben PlayStation 2 platformra. A játék PlayStation Portable-verziója, a Tenchu: Kurenai Portable 2010-ben jelent meg Japánban.

## Játékmenet
A Fatal Shadows játékmenete a sorozat előző tagjához, a Wrath of Heavenhöz hasonló, azonban visszatért az ellenfelek élettelen testének odébb vonszolásának lehetősége. A játékos az észrevétlen gyilkolások után ezúttal nem kandzsipontokat, hanem tekercseket kap, a dupla észrevétlen kivégzés is lehetséges, ha két ellenfél elég közel helyezkedik egymáshoz. Minden egyes észrevétlen gyilkolásnak saját neve van, ami a végrehajtás pillanatában látható is a képernyőn.
A pályák teljesítése után egy televíziós dorama-stílusú előzetes látható a következő pálya eseményiről. A japán változatban ezeket Kobajasi Kijosi népszerű szinkronszínész narrálja, és mindig a Dzsikai no Tencsu: Kurenai de va… (次回の「天誅紅」では・・・, ’A Következő alkalommal a Tenchu: Kurenaiban…’) sorral kezdődnek.

## Cselekmény
A feudális harcok korában Rikimaru és Ajame, az Azuma-klán két nindzsája Góda nagyúr megbízásából kiszabadítják annak lányát, Kikut Mei-Oh nagyúr fogságából. A menekülésük során Rikimarut elsodorja egy sziklaomlás, nyoma vész. Góda birtoka Mei-Oh támadása után is békés maradt, Ajame Góda megbízásából továbbra is járőrözik a hatalmas területen.
Ajame az utazásai során egyszer egy elpusztított nindzsafalura bukkan, ahol csak egyetlen túlélőt talál; a halálosan megsebzett nindzsa utolsó erejével még kinyögi a „Kuroja” szócskát. Amint Ajame továbbállna egy fiatal nindzsalány, a kiképzéséről visszatért Rin keresztezi az útját. Rint feldúlja a romokban heverő faluja látványa, amiért Ajamét vádolja. Végül Rin belátja, hogy nem Ajame volt a tettes, így összeállnak, hogy megtalálják az elkövetőket.

## Szereplők

### Rin
Rin az egyik játszható szereplő, aki Rikimarut váltja a történet főhősi pozíciójában. Hagakure falu egyetlen túlélője, faluját és családját a Kuroja pusztította el. Japán szinkronhangja Jukino Szacuki.
Rin egy fiatal lány, akit gyermekkora óta az orgyilkosság és a pusztakezes harc művészetére képeznek ki. Egy kis, Hagakura határában álló nindzsafaluban nőtt fel. Rin a faluja megsemmisülése után megesküdött, hogy megbosszulja a szerettei halálát. Miután összefut Ajaméval rövid harcba keverednek, azonban Rin hamar ráeszmél, hogy nem a nindzsalány felelős a faluja elpusztításáért. Ezek után szövetséget kötnek, hiszen így nagyobb eséllyel teljesíthetik be feladataikat. Rin egy Nacume névre keresztelt karddal van felfegyverkezve, azonban a pusztakezes harcot részesíti előnyben.

### Kuroja
A játék ellenségeit Kurojának hívják, ami egy gonosz nindzsacsapat, amit Dzsúzó vezet:
- Dzsúzó – A Kuroja legfelsőbb vezetője, szülőfaluja, Hagakure elpusztításért felelős személy. Hagakure következő vezére lett volna, azonban nem volt hajlandó a lefektetett szabályok szerint élni. Dzsúzó választott fegyvere egy napernyőbe rejtett kard. Rin vőlegénye volt mielőtt elárulta Hagakurét, ami után Rin bosszút esküdve a nyomában lohol.
- Futaba – A Kuroja egyik bérgyilkosa, Hitoha húga. Ő is Rin klánjának egykori tagja volt, azonban barátait és családját elárulva hűséget fogadott Dzsúzónak. Futaba utálja Rint, akire riválisaként tekint. Fegyvere egy szerszámíjszerű szerkezet, amivel késeket lehet kilőni nagy távolságokra.
- Hitoha – Rinhez hasonlóan ő is Hagakuréből származik. Húgával Dzsúzó szolgálatába állt, elárulta a falut. Hitoha pirotechnikai páncélkesztyűkkel harcol, amikkel lángcsóvákat tud az ellenfeleire zúdítani.
- Ranzó – A Kuroja egyik bérgyilkosa, aki örömét leli mások kínzásában. Meghasonlott személyisége van, akit gyönyörködteti a nőknek okozott fájdalmak; amikor Ajame rátalál akkor is Rin mesterét, Ogin úrnőt kínozza. Társai ugyan lenézik amiatt, hogy a gyengékkel kezd ki, azonban ő mégis büszke a tetteire. Ranzó választott fegyvere két katana, amiket a markolatuknál össze lehet illeszteni.
- Só – A Kuroja egyik nőies, nárcisztikus bérgyilkosa, aki zenésznek álcázza magát. Akkortájt csatlakozott a Kurojához, amikor Sinogi is, Dzsúzó személyes kedvence, aki egy samiszennbe rejtett erőteljes lőfegyverrel harcol. Ranzóval erős csapatot alkotnak a Kuroján belül.
- Sinogi – A Kuroja egyik bérgyilkosa, akinek életcélja, hogy halála előtt ezer embert öljön meg. Azután csatlakozott a Kurojához, miután megismerkedett Dzsúzóval, akinek az oldalán önfeledten gyilkolhat. Sinogi három karddal harcol, amik közül az egyiket a szájában tart.

### Egyéb szereplők
- Kacuragi – szamurájból bűnözővé vált férfi, az Ivacu-klán tagja, akinek a fejére vérdíjat tűztek ki.
- Kicsigoró – A Benijának dolgozó bérgyilkos, egyben Góda kémje és Rin partnere. Igazi neve Mimizuku, de ezt csak Ajame tudja.
- Naszu – vak férfi, aki masszőrnek adja ki magát, hogy bejuthasson a nők lakásába. Sétapálcájában egy kardot rejteget. Megjelenése és harci stílusa tisztelgés Zatóicsi előtt.
- Ogin – Rin munkáltatója, a Benija-bérgyilkosok vezére. Neve hírhedt az alvilágban.
- Tacukicsi – Hagogake falujának egyik gésája, aki vakon szerelmes Dzsúzóba, aki a halálba küldi Ajame ellen, hogy így elmenekülhessen. Ő a játék leggyengébb főellenfele, aki egy mérgezett késsel támad a játékosra, aki ugyan retteg, azonban mégis halálra menő harcba elegyedik Dzsúzó kegyeiért. Amikor elbukik Dzsúzó bocsánatért esedezik, azonban az a kardjával leszúrja.

## Tenchu: Kurenai Portable
A játék PlayStation Portable-verziója, a Tenchu: Kurenai Portable 2010-ben jelent meg Japánban. A játékot a kézikonzol képernyőméretére optimalizálták, javítottak a grafikáján, illetve egy új választható öltözék is került bele.

## Fogadtatás
| Összegzőoldal | Értékelés |
| ------------- | --------- |
| GameRankings  | 61%       |
| Metacritic    | 58/100    |

| Szerző                    | Értékelés |
| ------------------------- | --------- |
| 1Up.com                   | C         |
| Edge                      | 6/10      |
| EGM                       | 5/10      |
| Eurogamer                 | 4/10      |
| Famicú                    | 31/40     |
| Game Informer             | 7/10      |
| GamePro                   | [ 11 ]    |
| GameRevolution            | D         |
| GameSpot                  | 6,4/10    |
| GameSpy                   | [ 14 ]    |
| GameZone                  | 6,3/10    |
| IGN                       | 6,5/10    |
| OPM (US)                  | [ 17 ]    |
| Detroit Free Press        | [ 18 ]    |
| The Sydney Morning Herald | [ 19 ]    |

A Tenchu: Fatal Shadows a GameRankings és a Metacritic gyűjtőoldalak adatai alapján megosztotta a kritikusok véleményét.